# Clematis flammula

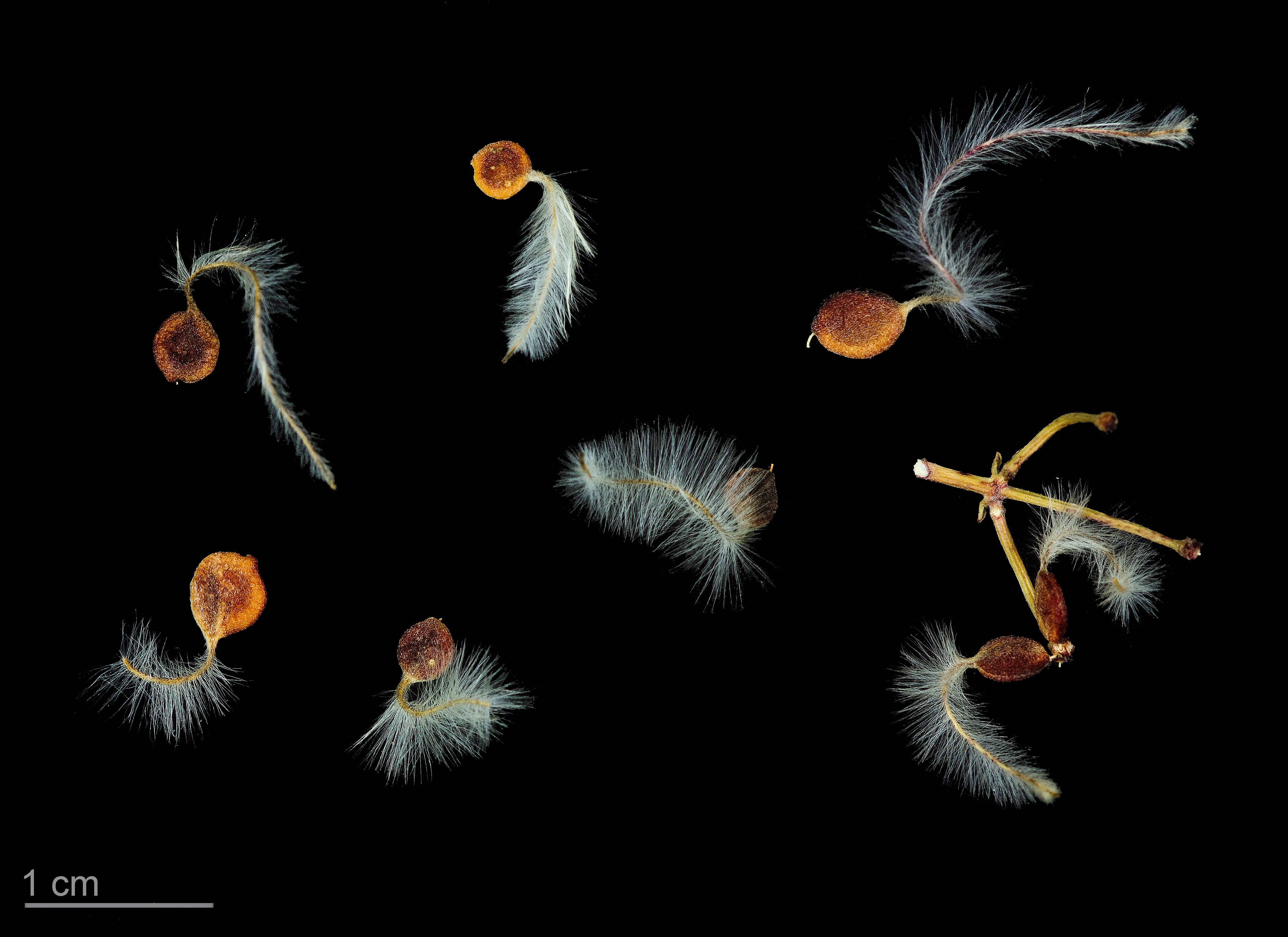
Clematis flammula

Clematis flammula es una liana de regiones templadas. Se extiende por toda la cuenca mediterránea, las Azores y Asia occidental. En la península ibérica se encuentra, principalmente, en el sur y el este. Vive en matorrales, encinares aclarados y márgenes de cultivos, en sitios abiertos y soleados, generalmente a baja altura y casi nunca demasiado alejada de la influencia marina. Se cultiva ocasionalmente como ornamental. 
Se la conoce popularmente por hierba muermera o gata rabiosa, este último nombre, por la propiedad que tiene de provocar un intenso ardor en la piel si se frota en ella. 

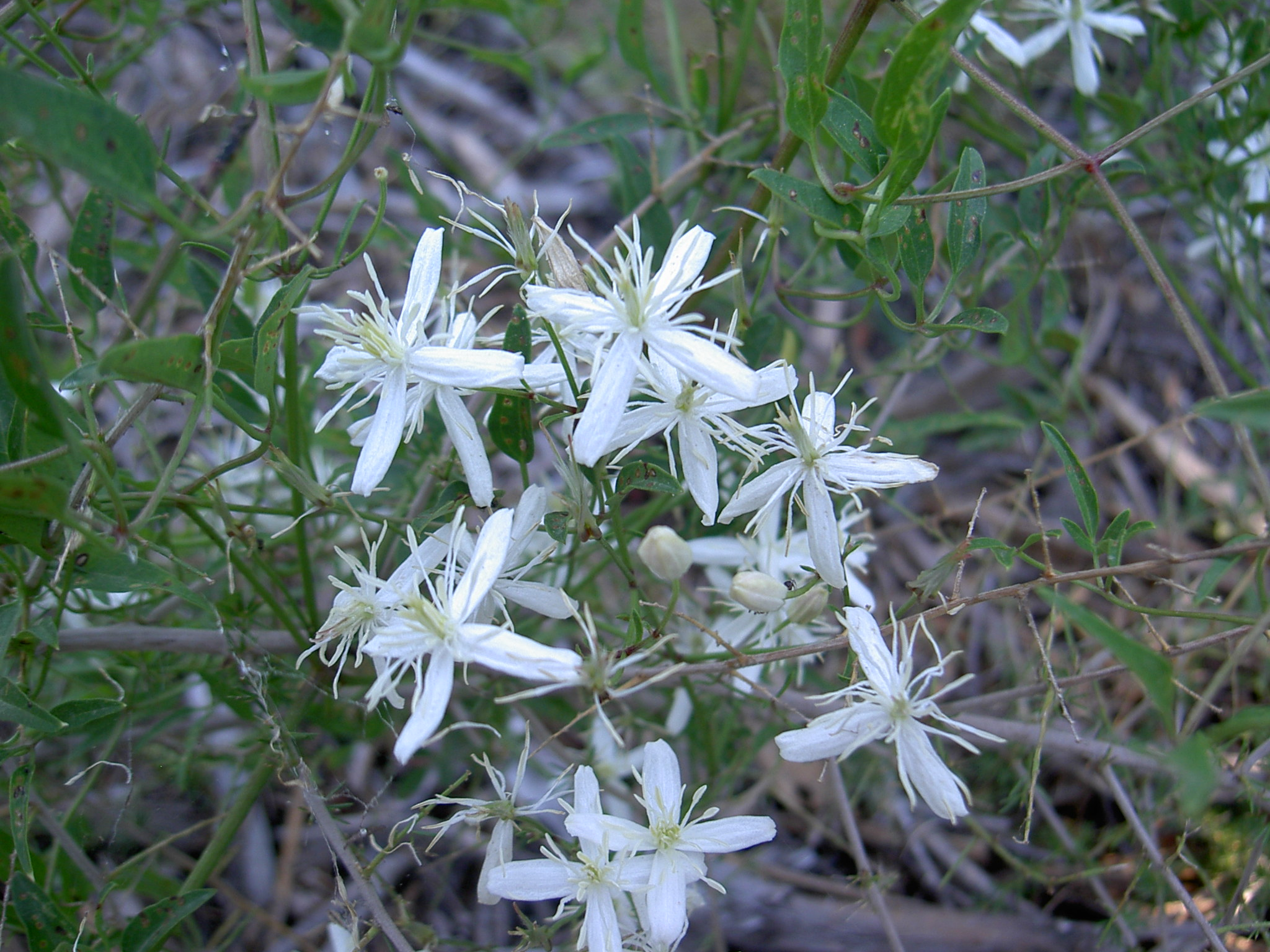
Flores.

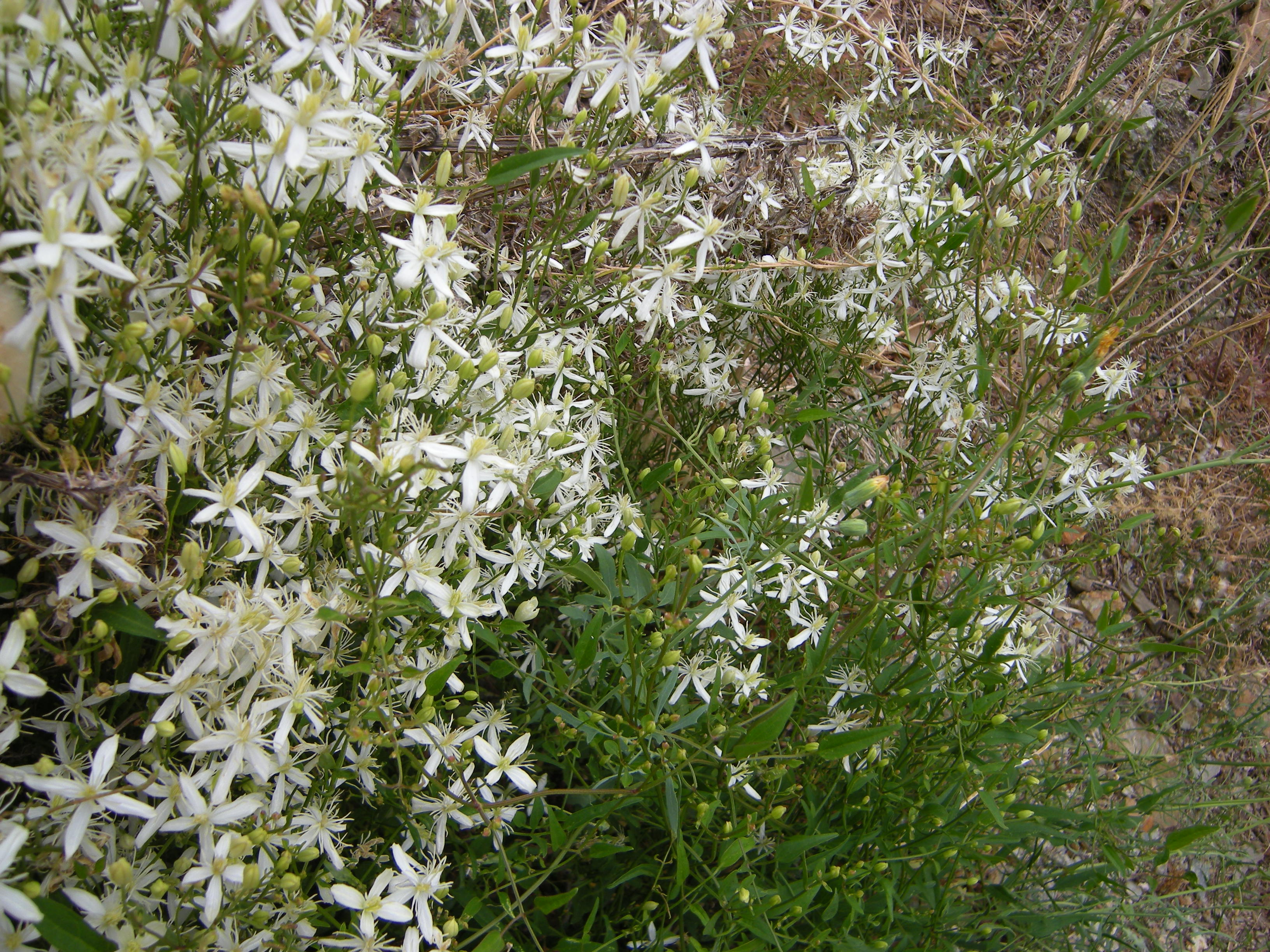
Vista de la planta en flor

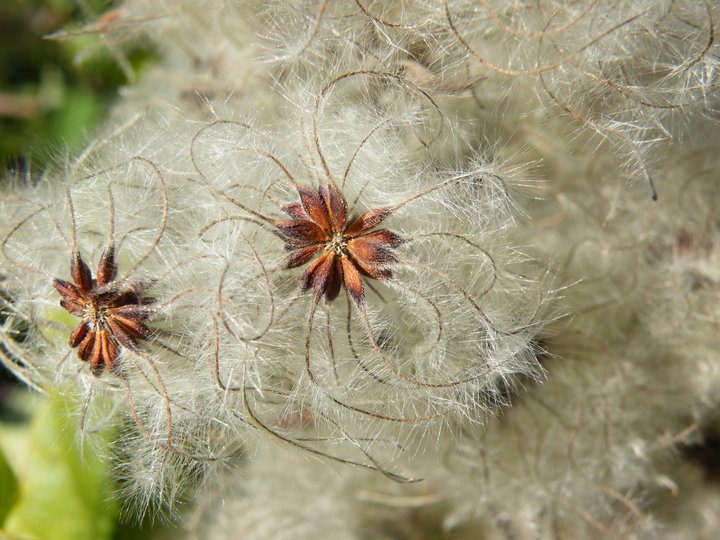
Detalle

## Descripción
Es una planta perenne, trepadora, que utiliza las hojas para trepar, enroscando los peciólulos en las ramillas de los arbustos vecinos. Puede llegar a medir más de 5 m, aunque por lo común es mucho más pequeña. 
Semileñosa y perennifolia, aunque en los lugares más fríos puede llegar a quedar desnuda en invierno. 
Las hojas son bipinnatisectas, es decir, están divididas en dos órdenes de folíolos. Estos son estrechos, aunque las plantas son algo variables para esta característica. Las flores son blancas, muy aromáticas, de unos 3 cm de diámetro, y se abren en verano. Se agrupan en cimas. 

## Diversidad
Clematis flammula var. maritima es una variedad más fuerte que se adapta a zona de dunas. Se la usa para estabilizar suelos muy sueltos, con erosión en zonas de playas marítimas.

## Usos
Ornamental: se cultiva ocasionalmente como planta ornamental.
Medicina popular: produce irritaciones al frotarla contra la piel. Se usa como rubefaciente, vesicante, e irritante.
Otros usos: se adapta a zonas de dunas. Se la usa para estabilizar suelos muy sueltos, con erosión en zonas de playas marítimas.

## Evolución, filogenia y taxonomía
Basónimo: Clematis flammula L.( publicado por vez primera en Species Plantarum en 1753 por Carlos Linneo)

Etimología
Clematis: nombre genérico que proviene del griego klɛmətis. (klématis) "planta que trepa".
flammula: epíteto latino, diminutivo de flamma, que significa "llamita".  Alude al aspecto luminoso que presenta cuando está cubierta de flores.
Sinonimia
- Meclatis sibirica Spach [1838, Hist. Nat. Vég., 7 : 273]
- Clematis pallasii J.F.Gmel. [1791, Syst. Nat., ed. 13 : 873]
- Clematis lasiantha Fisch. [1812, Catal. Hort. Gorenk., ed. 2 : 47]
- Clematis hexapetala Pall. [1776, Reise Statth. Russ. Reich., 3 : 735]
- Clematis fragrans Ten. [1811,1815, Fl. Nap., 1 : Prodr. : 32] non Salisb. [1796, Prodr. : 371]
- Clematis canaliculata Lag. [1816, Gen. Sp. Pl. : 17]
- Clematis caespitosa Scop. [1771, Fl. Carniol. (ed. 2), 1 : 389]
- Clematis angustifolia Jacq.[4]

Citología
Su número base de cromosomas es de: 2n = 16.
Híbridos
- Clematis ×aromatica Lenne & K.Koch
- Clematis ×triternata DC.[6]

## Nombres comunes
- Castellano: azahar bravo, bigarrilla, birgazas, clemátide, clemátide flámula, cola de ardilla, cristalina, enredadera, enredadera de cola, enredadera picante, flámmula, flámula, flamula trepadora, gata rabiosa, gatas, hierba de Job, hierba de las llagas, hierba de los pordioseros, hierba muermera, jazmín del moro, jazmín loco, jazmín de monte, jazminera borde, jazminorro, jazminorro de algunos, marmoleras, muelmera, muelmuera, muermera, vidarria, vidarria de hojas estrechas, vidraria, vidraria de hojas estrechas, vidriaria de hoja estrecha, vidriera, virgaza borde, yerba muermera[5]